# Siostro, do dzieła
Siostro, do dzieła! (Carry On Nurse) – brytyjska komedia filmowa z 1959 roku w reżyserii Geralda Thomasa, drugi film zrealizowany w ramach cyklu Cała naprzód i jednocześnie najchętniej oglądany w brytyjskich kinach obraz 1959 roku. Stanowi luźną adaptację sztuki teatralnej Ring For Catty autorstwa Patricka Cargilla i Jacka Beale'a. 

## Opis fabuły
Film opowiada o perypetiach przypadkowej grupy mężczyzn, którzy trafiają na kilkanaście dni do jednej sali w pewnym szpitalu. Są wśród nich m.in. uwodzicielski dziennikarz, fanatyczny miłośnik radia, znany bokser i pogrążony w książkach młody fizyk. Nad całą tą niesforną gromadą próbują zapanować pielęgniarki, których pracą kieruje nieznosząca sprzeciwu Przełożona.

## Obsada
- Kenneth Connor jako Bernie Bishop
- Shirley Eaton jako siostra Denton
- Charles Hawtrey jako Humphrey Hinton
- Terence Longdon jako Ted York
- Bill Owen jako Percy Hickson
- Hattie Jacques jako Przełożona
- Joan Sims jako siostra Dawson
- Leslie Phillips jako Jack Bell
- Susan Stephen jako siostra Axwell
- Kenneth Williams jako Oliver Reckitt
- Wilfrid Hyde-White jako pułkownik
- Joan Hickson jako starsza siostra
- Harry Locke jako Mick
- Jill Ireland jako Jill

i inni

## Produkcja
Zdjęcia do filmu trwały od 3 listopada do 12 grudnia 1958 roku. Zostały one zrealizowane w całości (łącznie z ujęciami budynków i scenami plenerowymi) na terenie kompleksu Pinewood Studios pod Londynem.